# جاياسودا
جاياسودا (بالتيلوغوية: జయసుధ)‏ هي سياسية وممثلة هندية، ولدت في 17 ديسمبر 1958 بتشيناي في الهند. من الجوائز التي نالتها جائزة فيلم فير جنوب وجوائز ناندي ‏.

## جوائز
- جائزة فيلم فير جنوب
- جوائز ناندي [الإنجليزية]‏

## وصلات خارجية
- جاياسودا على موقع IMDb (الإنجليزية)
- جاياسودا على موقع قاعدة بيانات الفيلم (الإنجليزية)